# Sternotaxis
Sternotaxis is een geslacht van uitgestorven zee-egels uit de familie Cardiasteridae.